# Oberes Neckartal mit den Seitentälern Rommelstal, Starzeltal und Eyachtal
Das Gebiet Oberes Neckartal mit den Seitentälern Rommelstal, Starzeltal und Eyachtal ist ein vom Landratsamt Tübingen am 11. März 1981 durch Verordnung ausgewiesenes Landschaftsschutzgebiet auf dem Gebiet der Stadt Rottenburg am Neckar und den Gemeinden Starzach und Neustetten.

## Lage
Das Landschaftsschutzgebiet Oberes Neckartal mit den Seitentälern Rommelstal, Starzeltal und Eyachtal umfasst das Neckartal von der Gemeindegrenze von Starzach nach Eutingen im Gäu bis zur Brunnenmühle westlich von Rottenburg. Zudem gehören das Eyachtal auf der Gemarkung Felldorf, das Starzeltal bis zur Kreisgrenze zum Zollernalbkreis und das Rommelstal bis zur Liebfrauenhöhe zum Schutzgebiet.

## Schutzzweck
Wesentlicher Schutzzweck ist laut Schutzgebietsverordnung „die Erhaltung des landschaftlich reizvollen, in den Muschelkalk charakteristisch eingeschnittenen Neckartals und seiner Seitentäler mit den offenen Talauen, bewaldeten Steilhängen und der einbezogenen Waldrandzonen als Lebensstätte einer artenreichen Tier- und Pflanzenwelt und als Grün- und Erholungsflächen für die Allgemeinheit“.

## Landschaftscharakter
Das Neckartal ist zwischen Starzach und Rottenburg sehr kleinräumig strukturiert und umfasst im Auebereich Streuobstwiesen, Grünland und Ackerflächen sowie die Golfanlage unter der Weitenburg. Die Talhänge sind größtenteils bewaldet. Die Seitentäler sind ebenfalls weitgehend bewaldet, lediglich im Starzeltal werden die Auebereiche als Grünland bewirtschaftet.

## Geschichte
Einige Teilgebiete standen bereits vor der Ausweisung des Schutzgebiets unter Landschaftsschutz. So waren die Neckarhänge um die Weitenburg auf der Gemarkung Sulzau, Landschaftsteile auf Gemarkung Börstingen und das Starzeltal, Bürkle und Kapf auf den Gemarkungen Sulzau, Bieringen und Wachendorf seit 1970 als Landschaftsschutzgebiete ausgewiesen. Das Rommelstal wurde bereits 1958 als Landschaftsschutzgebiet ausgewiesen.
Das Landschaftsschutzgebiet wurde seit seiner Ausweisung mehrfach verkleinert. Grund dafür war die Ausweisung des Naturschutzgebiets Kapfhalde. Zudem wurden mehrfach Flächen für Baugebiete in Anspruch genommen, was zu einer Verkleinerung von etwa 9 Hektar geführt hat.

## Zusammenhängende Schutzgebiete
Das Landschaftsschutzgebiet überschneidet sich teilweise mit dem FFH-Gebiet Neckar und Seitentäler bei Rottenburg. Im Süden grenzt das Naturschutzgebiet Kapfhalde und das Landschaftsschutzgebiet Katzenbachtal an. Eine Linde im Rommelstal ist als Naturdenkmal ausgewiesen.